# خباية (تريم)
'

تعديل مصدري - تعديل

خباية هي إحدى قرى عزلة تريم بمديرية تريم التابعة لمحافظة حضرموت، بلغ تعداد سكانها 494 نسمة حسب تعداد اليمن لعام 2004.